# Provincia di Cakaudrove
Cakaudrove è una provincia delle isole Figi, nella Divisione Nord, costituito principalmente da parte dell'isola di Vanua Levu, la seconda dell'arcipelago.
La provincia è costituita dal terzo sud-orientale dell'isola e include le vicine isole di Taveuni, Rabí, Kioa, e molte altre isole del Gruppo di Vanua Levu, per una superficie totale di 2816 km².
Principale città della provincia è Savusavu che secondo il censimento del 1996 raggiungeva i 4 962 abitanti.
Il territorio è governato da un Consiglio Provinciale, che era guidato da Sitiveni Rabuka.

## Distretti
| Controllo di autorità | ISNI (EN) 0000 0004 0599 2993 |